# Jeong Mong-ju
Jeong Mongju (1337–1392), a menudo conocido por su seudónimo Poeun, fue un ministro civil y académico coreano durante el último periodo de la dinastía Goryeo.

## Biografía
Nació en Yeongcheon, provincia de Gyeongsang. A los 23 años aprobó los tres exámenes para el servicio civil nacional (Gwageo) con la mayor nota posible en los tres. En 1367  fue instructor de neoconfucianismo en el Gukjagam, entonces llamado Seonggyungwan, la mayor institución educativa, al mismo tiempo que mantenía una posición en el gobierno. Fue un fiel servidor del rey U de Goryeo. El rey tenía una gran confianza en su amplio conocimiento y buen juicio por lo que participó en diversos proyectos nacionales y sus trabajos académicos le sirvieron para ganarse el respeto en la corte Goryeo.
Realizó un viaje diplomático a China en 1372. En aquel entonces se producían muchas invasiones de los waegu (piratas japoneses) en la península de Corea, Jong fue enviado como delegado a Kyushu en 1377 para pedir ayuda a los japoneses en la lucha con los piratas. Viajó a la capital china en 1384; y sus negociaciones con la dinastía Ming condujeron a la paz con China en 1385. También fundó un instituto dedicado a las teorías del confucianismo.
Jeong fue asesinado en 1392 por cinco hombres en el puente Sonjukkyo en Gaeseong tras un banquete ofrecido por Yi Bangwon (más tarde Taejong de Joseon), el quinto hijo de Yi Seonggye, que derrocó a la dinastía Goryeo para fundar la dinastía Joseon. Jeong fue asesinado porque se negó a traicionar su lealtad a la dinastía Goryeo. Yi Bangwon recitó un poema para disuadir a Jeong de permanecer fieles a la corte de Goryeo, pero Jeong respondió con otro poema que afirmó su lealtad. Se dice que Yi Seonggye lamentó la muerte de Jeong y reprendió a su hijo porque Jeong fue un político muy respetado en las cortes de China y Japón. El puente donde fue asesinado Jeong, ahora en Corea del Norte, se ha convertido en un monumento nacional. Se dice que una mancha marrón en una de las piedras es de sangre de Jeong y que se pone roja cada vez que llueve. En la actualidad sus descendientes directos están en su 22ª y 23ª generación, todos viven en Corea del Sur o Estados Unidos.
La dinastía Goryeo,que duró 474 años, terminó simbólicamente con la muerte de Jeong que fue seguida por la dinastía Joseon. La noble muerte de Jeong simboliza su fiel lealtad al rey, más tarde fue venerado incluso por los monarcas Joseon. En 1517, 125 años después de su muerte, fue canonizado en la Academia Nacional junto a otros sabios coreanos como Yi I (Yulgok) y Yi Hwang (Toegye).
Hay una forma de Taekwondo llamada Poe Un. Su diagrama representa una lealtad inquebrantable al rey y al país.

## Libros
- 《PoeunJip》(포은집,圃隱集)
- 《PoeunSigo》(포은시고,圃隱詩藁

## Poemas

### El poema de Taejong
하여가 (何如歌)
이런들 어떠하리 저런들 어떠하리 此亦何如彼亦何如(차역하여피역하여) 
만수산 드렁칡이 얽어진들 어떠하리 城隍堂後垣頹落亦何如(성황당후원퇴락역하여) 
우리도 이같이 얽어져 백년까지 누리리라 我輩若此爲不死亦何如(아배약차위불사역하여)
Es igual de esta manera, es igual de otra manera
Es igual si se entrelazan las ramas del monte Mansu
Confundámosnos tal cual para vivir en paz por cien años.

### La respuesta de Jeong Mong-ju
단심가(丹心歌)
이몸이 죽고 죽어 일백 번 고쳐 죽어  此身死了死了一百番更死了(차신사료사료일백번갱사료) 
백골이 진토되어 넋이라도 있고 없고  白骨爲塵土魂魄有無也(백골위진토혼백유무야)
임 향한 일편 단심이야 가실 줄이 있으랴.  鄕主一片丹心寧有改理歟(향주일편단심유개리여) 
Muera mi cuerpo cientos de veces
Háganse polvo mis huesos, y desvanezca mi espíritu
Siempre leal a mi señor, ¿cómo puede este corazón rojo desvanecerse?